# Diplomatica pontificia
Per diplomatica pontificia si intende quella branca della diplomatica speciale che ha come oggetto lo studio dei documenti pubblici prodotti dalla cancelleria papale e la loro analisi secondo determinati caratteri intrinseci ed estrinseci.

## Storia

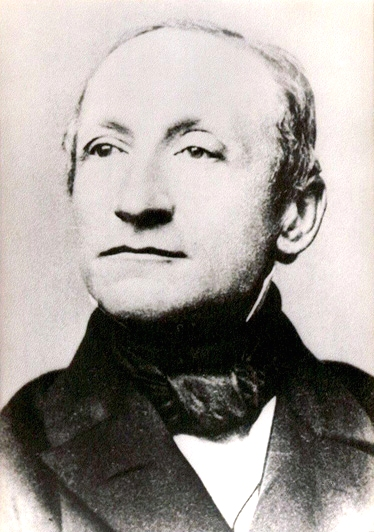
Philipp Jaffé

### Gli albori: Jaffé e Potthast
La diplomatica pontificia nasce, come oggetto di studio da parte della diplomatica, a partire dalla seconda metà dell'800. Philipp Jaffé (1819-1870), autore dei monumentali Regesta pontificum romanorum ab condita ecclesia ad annum post Christum natum MCXCVIII (pubblicati nel 1851) è considerato l'iniziatore della diplomatica pontificia: dopo aver iniziato a raccogliere tutto quello che era stato prodotto in seno alla cancelleria pontificia dai primi documenti papali attestati fino al 1198 (in totale circa 11.000 documenti), cercò di individuare a chi il singolo pontefice avesse scritto e passò successivamente alla cura dell'edizione critica di ogni singolo documento ritrovato. L'opera di Jaffé fu continuata da un altro studioso tedesco, August Potthast (1824-1898), il quale analizzò i documenti pontifici dal 1198 fino al 1304.

### Paulus Fridolin Kehr
Paul Fridolin Kehr (1860-1944) presentò all’Accademia delle Scienze di Berlino, il 7 novembre 1896, il Repertorio generale di tutti i documenti, editi e inediti, attraverso l’esplorazione sistematica di tutti gli archivi del continente europeo, un progetto immenso che prevedeva, attraverso un gruppo nutrito di storici e diplomatisti, la raccolta e la successiva edizione critica dei documenti ripartiti in base agli Stati che venivano poi elencati in ordine cronologico e in base ai vari destinatari.
Quest'opera di ricerca non poteva esimersi dal continuare la recensione e lo studio dei documenti pontifici: sempre nel 1896, infatti, Kehr espose all'Università di Gottinga l'idea di continuare quanto già ricercato da Jaffé e Potthast, ma di adoperare una metodologia nuova: oltre a rivedere le opere dei due studiosi (aggiungendo, oltre all'edizione critica, anche la traditio dei singoli documenti), Kehr continuò la ricerca dei documenti pontifici addentrandosi anche nell'Età moderna. Aiutato in questo progetto da vari diplomatisti e paleografi italiani, quali Luigi Schiaparelli e Vincenzo Federici, frutto di quest'opera fu la pubblicazione dell'immensa opera Italia Pontificia in 10 volumi corrispondenti alle provincie italiane ed edita tra il 1906 e il 1935, cui seguirono le collane della Gallia Pontificia e della Germania Pontificia.
L'attenzione verso l'opera di Kehr non rimase legata soltanto all'interno di questa cerchia di intellettuali, ma interessò anche l'erudito papa Pio XI (1922-1939) il quale, nel 1931, volle far proseguire l'opera iniziata da Kehr con la fondazione a Zurigo della Fondazione Pia per lo studio dei documenti pontifici e della storia medievale (ossia la Pius-Stiftung für Papsturkunden- und mittelalterliche Geschichtsforschung), attiva ancora oggi.

### Il XX secolo
Sulla scia di Kehr si cominciarono a pubblicare vari manuali di diplomatica: il primo fu quello di Ludwig Schmitz-Kallenberg del 1913 e alcuni capitoli del manuale di Harry Bresslau del 1931, seguito poi dal Diplomatica Pontificia, in lingua latina, di Paulius Rabikauskas del 1964. Nel frattempo la diplomatica pontificia, oltre ad essere continuata dalla Pius-Stiftung in area tedesca, divenne ben presto oggetto di studio da parte della Scuola Vaticana di Archivistica, Paleografia e Diplomatica ove, per lungo tempo, insegnarono Thomas Frenz, autore del Papsturkunden des Mittelalters und der Neuzeit (1986), pubblicato poi in italiano da Sergio Pagano (attuale direttore della Scuola) col titolo I documenti pontifici nel Medioevo e nell'Età Moderna; e Giulio Battelli, paleografo e direttore della Scuola dal 1932 al 1978.

## La cancelleria pontificia

### Struttura generale della cancelleria medievale
La struttura delle cancellerie medievali si presenta diversamente in base ad una serie di fattori, ossia al rango dell’autorità da cui essa dipende e alla mole di documenti che è chiamata a redigere, spedire, ricevere e conservare. La struttura ricalca il modello piramidale, per cui:
1. Arcicancellarius. È il capo della cancelleria, anche se l'arcicancelliere è un incarico nominale con una funzione prettamente onorifica.
2. Cancellarius, protoscriniarius. È il responsabile effettivo dell’autenticazione degli atti (incarichi concreti). Tutti i suoi sottoposti gli riportano il lavoro svolto, egli ne deve valutare tutte le parti e, se corretto, conforma (cum forma) l’atto giuridico.
3. Vicecancellarius. Immediatamente sottomesso al cancelliere nella struttura gerarchica, il vicecancellarius divenne l'effettivo capo della cancelleria pontificia durante il periodo della Cattività avignonese e durante il XV secolo[4].
4. Dictatores, abbreviatores, notarii. Sono i responsabili della minutazione degli atti. Si precisa che il notaio della cancelleria (e in particolar modo il notaio pontificio) è colui che annota e non ha alcun elemento in comune con il notaio privato[5].
5. Scriptores, scribae. Sono i responsabili della scritturazione materiale degli atti, ossia coloro che prendono la minuta e la predispongono in forma giuridicamente corretta[5].
6. Registratores, bullatores. Sono altri funzionari responsabili con mansioni specifiche.

### L'evoluzione della cancelleria pontificia

#### L'Alto Medioevo
I primi dati che si hanno riguardo ad un'organizzazione burocratica all'interno della Chiesa di Roma si hanno a partire dal VII/VIII secolo, quando cominciano ad apparire i nomi di primicerius e secondicerius, ossia le due principali cariche della cosiddetta schola pontificia organizzata sul modello di quella dell'Impero Romano del IV/V secolo d.C. La schola era costituita da altri funzionari, come lo iudices de clero (che affiancava il Bibliotecario di Santa Romana Chiesa, il più famoso dei quali fu l'antipapa Anastasio nel IX secolo), termine generale in cui rientravano anche il primicerius e il secondicerius. 

#### Il Basso Medioevo
Maggiori notizie si hanno dal pontificato di Leone IX con l'arrivo di papi provenienti dalla corte imperiale di Enrico III i quali importano novità proprie del mondo germanico. Nell'XI secolo, benché a capo della cancelleria vi sia un arcicancelliere, comincia a farsi strada quale capo effettivo di quest'ultima il cancelliere (o bibliothecarius) il quale, a partire dal pontificato di Alessandro II (1061-1073), diventa l'unico responsabile della cancelleria pontificia (1067) e la carica è associata al galero cardinalizio. Con l'inizio del XIII secolo, il titolo di cancelliere rimane pressoché perennemente vacante e, dall'elezione di Onorio III (1216) il responsabile effettivo sarà il vicecancelliere che, dal 1320, otterrà annesso al suo ruolo anche il titolo cardinalizio. La situazione rimarrà tale fino all'epoca moderna.

## I documenti pontifici

### Categorizzazione storica: evoluzione degli elementi estrinseci ed intrinseci
La diplomatica pontificia studia, secondo l'impostazione delineata da Thomas Frenz, due periodi ben distinti nella storia dell'ufficio papale e della relativa cancelleria:
1. il periodo precedente al 1054 (anno di morte di papa Leone IX), in cui la Chiesa di Roma, non avendo assunto ancora una struttura complessa e capillare e relegata principalmente ad una funzione di tipo spirituale con una produzione di documenti (litterae e privilegi) non diplomatisticamente intesi.
2. Il periodo che va dalla morte di Leone IX fino alla morte di Pio IX (1878), durante la quale il Papato, divenuto una potenza politica oltreché spirituale, operò una profonda riforma della cancelleria romana, che cominciò a produrre documenti anche diplomatisticamente intesi.

#### Il primo periodo: dagli inizi fino a Leone IX

##### Lascholapontificia e la curiale romana
Prima del papato di Gregorio Magno (590-604) si hanno ben scarse notizie relative alla realtà della cancelleria pontificia e della produzione di documenti. Si sa che esistevano dei notarii sacrosanctae Ecclesiae romanae riuniti in un collegio (schola) sotto la direzione di un primicerius e di un secundicerius, collegio che però non aveva la classica struttura delle mature e canoniche cancellerie medievali. I documenti del primo millennio di vita della Chiesa sono estremamente scarsi e quasi tutti sono delle copie degli originali: la fragilità del papiro, il principale materiale scrittorio di questa fase, ha permesso di avere soltanto 50 esemplari conservati in originale. Inoltre, prima che si stabilisca il dominio temporale dei papi con la famosa Donazione di Sutri del 727 ad opera di Liutprando, l’attività scrittoria della cancelleria e dei pontefici era finalizzata esclusivamente a scopi pastorali e spirituali, quindi non dà esito a documenti diplomatisticamente intesi, ossia privi di valore giuridico. A tale scopo, la schola papale produceva documenti sotto forma di litterae e, dal papato di Adriano I (772-796), anche di privilegi, scritti nella cosiddetta curiale romana (una scrittura facente parte del particolarismo grafico alto-medievale).

#### Il secondo periodo: da Leone IX a Pio IX

##### La produzione cancelleresca
Con l'avvio della riforma gregoriana e il progetto dei papi dell'XI/XII e XIII secolo di avviare una teocrazia universale (Gregorio VII, Innocenzo III), la Chiesa di Roma si riorganizzò profondamente non soltanto dal punto di vista morale, liturgico e pastorale, ma anche dal punto di vista della sua organizzazione interna. Oltre alla formazione della cancelleria, i documenti prodotti da questa non sono soltanto rivolti a finalità spirituali, ma anche a finalità politiche e quindi dotati di valore giuridico. I documenti, dal punto di vista delle caratteristiche intrinseche, aumentano per varietà tipologica, sviluppando e mutando nelle forme le litterae e i privilegi dei secoli precedenti; o portando alla nascita delle litterae solemnes (o bolle), che vanno a sostituire i privilegi a partire dal XIII secolo; delle litterae concistoriales (XV secolo) e, a partire dall'età moderna, dei Brevi e dei Motu Propri, che vanno a sostituire del tutto le bolle e le litterae.

##### Materiali e scrittura
Dal punto di vista estrinseco, invece, si assiste ad un mutamento dei materiali scrittori e del tipo di scrittura. Nel primo caso, la pergamena sostituisce definitivamente dal 1057 il papiro come materiale scrittorio, venendo usata fino a Leone XIII, il quale ordinò che i documenti papali fossero redatti su materiale cartaceo. Riguardo invece alla scrittura, per il lungo periodo esaminato essa subisce notevoli mutamenti: l'antica curiale romana si trasforma, nel IX secolo, nella curiale nuova, sostituita definitivamente dalla minuscola diplomatica sul finire dell'XI secolo con Pasquale II (1099-1118). Redatti i documenti in scrittura gotica dal XIII secolo fino agli albori del XV secolo (quando si assistette all'imporsi della scrittura umanistica), nel corso dell'Epoca moderna si assiste alla nascita della bullatica, una particolare scrittura rotondeggiante di difficile lettura che verrà poi abolita definitivamente nel XIX secolo con Leone XIII.

### Le tipologie documentarie

#### Il primo periodo

##### LeLitterae
I documenti pontifici più antichi sono le lettere (litterae), nella forma tipica dell'epistola latina. Dal punto di vista intrinseco, le litterae sono caratterizzate da:
1. Nel protocollo:
  - Invocatio: è rara e può essere sia simbolica che verbale.
  - Intitulatio: Nome del pontefice + attributo di papa o episcopus. Da Gregorio I (540-604) comincia ad essere utilizzata la formula servus servorum Dei, chiaro esempio di formula humilitatis.
  - Inscriptio: al dativo con attributi (ovvero titolo, carica, in senso di apposizione)
  - Salutatio: In Domino salutem, o In perpetuum.
2. Tenor. Espresso in forma soggettiva, ove il pontefice usa il plurale maiestatis.
3. Escatocollo:
  - Datatio cronica e topica.
  - Sottoscrizione autografa del pontefice (subscriptio papae) sotto forma di augurio-benedizione, priva del nome del papa: Deus vos incolum custodiat, fratres carissimi è un esempio di questo tipo di formula. Da Gregorio Magno in poi inizia a comparire anche la formula di Bene vale o Bene valete, espressa estesamente e non in forma monogrammatica..

##### IPrivilegi
Come già detto in precedenza, dal pontificato di Adriano I (772-796) ci sono documenti scritti sotto forma di privilegio, i quali si distinguono dalle litterae nella sezione relativa all'escatocollo, che si presenta molto più esteso: vi si ha infatti una “datatio lunga” che si ricollega al tenor con la formula scriptum manum. Tale datatio lunga consiste in una serie di elementi cronologici che consistono nella:
- data del giorno secondo il calendario romano, con la presenza anche dell'anno di regno dell'imperatore bizantino o di quello del Sacro Romano Impero;
- nome del datario (il funzionario deputato alla trascrizione di questa porzione del documento);
- indizione.
- anno di pontificato con il nome e il numero ordinale del papa.
- formula del bene valete, autografo del papa fino all'VIII secolo e poi nuovamente da Gregorio V (996-999) agli albori del XII secolo.

#### Il secondo periodo

##### IPrivilegi(1050 circa-XII secolo)
Tra la riforma Gregoriana e il XIII secolo, i Privilegi diventano il documento più prodotto dalla cancelleria pontificia e, rispetto al periodo precedente, possono essere di due tipi: il privilegio solenne e quello semplice.

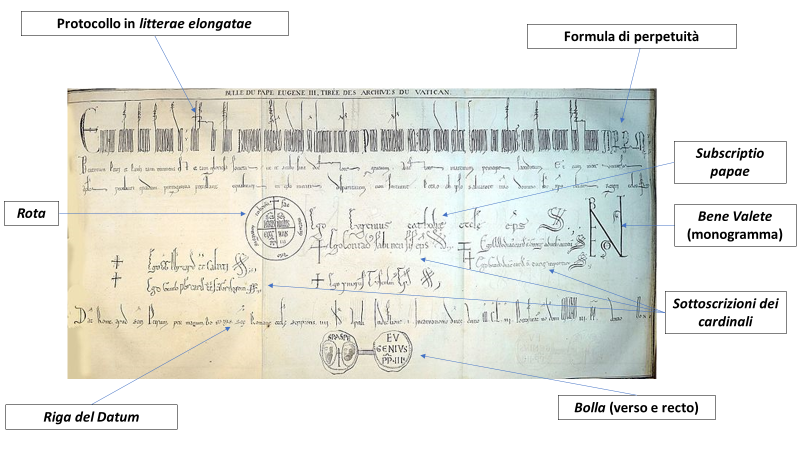
Analisi dei principali elementi formali di un privilegio solenne di Eugenio III. Si ricordi che gli elementi di convalida giuridica sono la: Rota, la subscriptio papae, il Bene valete ed infine la bulla. Gli altri elementi segnati indicano caratteristiche estrinseche o intrinseche peculiari di questo tipo di documento.

1. Privilegio solenne: è il documento pontificio che, dal punto di vista intrinseco, è sicuramente il più completo per il numero di ripartizioni e i segni di cancelleria. 
  - Protocollo: scritto in litterae elongatae, è caratterizzato dall'Intitulatio (nome del papa più la formula humilitatis); dall'Inscriptio che, a seconda del destinatario, può essere personale (a persona o ad un ente); collettiva (si individua una categoria di cristiani: i vescovi di tutta la cristianità o della Lombardia, ad esempio) o universale (universis christis fidelibus); dalla formula di perpetuità (in perpetuum), presente solo in questo tipo di documento.
  - Tenor: costituito da arenga, narratio, dispositio, sanctio (positiva o negativa) e dall'apprecatio, caratterizzata quest'ultima dal triplice amen per dare maggiore solennità alla conclusione del testo del documento.
  - Escatocollo: l'escatocollo del privilegio solenne è caratterizzato dal maggior numero di segni di autenticazione che, partendo da sinistra a destra, sono: la rota (presente solo in questa tipologia documentaria), la subscriptio papae (non più autografa del papa), il Bene Valete (ormai in forma esclusivamente monogrammatica) e, tra Leone IX (1049-1054) e l'antipapa Clemente III, anche il comma, identificato come «trasformazione dell'interpunzione finale dopo l'augurio conclusivo del papa»[13]. Infine, nella parte inferiore del documento vi è la Bulla, ovvero il sigillo pendente legato da un filo di seta (privilegium cum serico). Possono essere presenti, sotto la rota, la subscriptio e il Bene Valete, anche le sottoscrizioni dei cardinali (a sinistra quelle dei cardinali presbiteri; al centro quelle dei cardinali vescovi; a destra quelle dei cardinali diaconi) che però non hanno un valore giuridico e di autenticazione del documento. Prima della bulla vi è la riga del datum che esplica, oltre al nome del datario, la datatio topica e quella cronica. Per quanto riguarda la datazione cronica, sono presenti i seguenti elementi cronologici:
    - L'indizione: inizialmente greca, a partire da questo periodo può essere bedana (24 settembre) o romana (25 dicembre)
    - Lo stile dell'incarnazione è secondo lo stile pisano (in anticipo rispetto all’anno della natività) o fiorentino (posticipata) per l'età medievale. Dall’inizio del XVI secolo prevale l’utilizzo dello stile dell’incarnazione secondo il modo fiorentino.
    - L'anno di pontificato, che inizia a partire dal momento della consacrazione del papa (e non dalla sua elezione)
    - La datazione secondo il calendario romano.
2. Privilegio semplice (XII secolo): chiamato così perché privo del tono solenne e di alcuni elementi precipui del privilegio solenne.
  - Protocollo: manca la perpetuatio, al cui posto c'è la classica salutatio (salutem et apostolicam benedictionem)
  - Tenor: 1) l'arenga è più stringata e 2) mancano il decretum e l'apprecatio col triplice amen.
  - Escatocollo: nell'escatocollo, come elementi di convalida giuridica ci sono soltanto la subscriptio papae e la bulla, questa volta legata tramite la plica al documento con un filo di canapa (e perciò detta bulla cum filo canapis). Mancano: 1) le sottoscrizioni dei cardinali e, nella datatio cronica, vi sono solo l'anno di pontificato e l'indizione.

##### LeLitterae(XIII-XV secolo)
Davanti al processo di potenziamento politico del papato e la sua ascesa nel campo delle relazioni internazionali, ci si accorge che la preparazione dei privilegi diventa troppo lunga rispetto alla reale necessità da parte della Santa Sede di intrattenere rapporti con realtà laiche ed ecclesiastiche, per cui le litterae cominciano lentamente a sostituire il privilegio a partire dal XIII secolo per via della loro maggiore semplicità formale: al posto dei quattro segni di convalida del privilegio solenne e dei due di quello semplice, le litterae presentano solo il sigillo, ossia la bulla.

###### Analisi deltenore
Nelle litterae si assiste a:
1. Il protocollo si apre con: a) un'intitulatio; b) l'inscriptio e c) la salutatio
2. L'escatocollo, oltre a non presentare la rota, la subscriptio papae, il bene valete e le sottoscrizioni dei cardinali, presenta soltanto la datatio che presenta a sua volta esclusivamente l'anno di pontificato senza il numero ordinale del papa. Elemento di convalida giuridica è la bulla.

###### I vari tipi diLitterae
- Litterae cum serico (o gratiosae o litterae gratiae): sono delle lettere che impartiscono una grazia o una concessione stabile nel tempo e, dal punto di vista estrinseco, la scrittura è maggiormente curata (presenza delle litterae elongate, aste ascendenti, legamenti a ponte dei nessi CT e ST) nella forma e presentano un filo di seta rosso, ocra o verde che attacca la bolla al documento.
- Litterae cum filo canapis (o litterae executoriae): lettere destinate a decisioni giuridiche oppure all'impartizione di un ordine o di un mandato che ha valenza in quel momento preciso. Una volta esaurito quel mandato, quella litterae non ha più valore. Per quanto riguarda gli elementi estrinseci, il filo è meno privilegiato (è fatto con la canapa) e la scrittura è meno curata (nome del papa non presenta ornamentazione).

| Litterae cum serico (o Litterae gratiosae o Litterae gratiae) | Litterae cum filo canapis (o Litterae executoriae) |
| ------------------------------------------------------------- | -------------------------------------------------- |
|                                                               |                                                    |

- Litterae solemnes (o bulle): tipologia di lettera che va a sostituire il privilegio solenne (primi esemplari dal 1250 circa), chiamata anche bulla in ovvio riferimento alla bolla. Dal punto di vista estrinseco le litterae solemnes non variano in niente dalle litterae gratiosae, mentre dal punto di vista intrinseco si differenziano da queste ultime perché esprimono sì una decisione perpetua priva di limiti temporali (la salutatio è caratterizzata dalla formula ad perpetuam rei memoriam), ma che non sia una grazia o una concessione. Contenuto delle litterae solemnes sono infatti gli anatemi, le scomuniche o decisioni importanti nel governo della Chiesa.
- Litterae ante coronationem: sono quelle lettere che vengono stilate da un pontefice eletto, ma che non è stato ancora consacrato. Dal punto di vista estrinseco, presentano le stesse caratteristiche di una littera cum filo canapis. Dal punto di vista intrinseco, invece, elementi caratteristici sono alcune formule: 1) Protocollo: episcopus electus; 2) Tenor: Nec mireris quod bulla non esprimens….presentibus: formula che invita il destinatario a non stupirsi se sulla bulla non ci sarà il suo nome. Nell'escatocollo: la bulla è incompleta (bulla develta), ovvero non riporta sul retro il nome del papa con l'ordinale; la datazione cronologica viene esplicitata con la datazione cronologica romana (giorno e mese) e con la formula suscepti a nobis apostolatus officii e l'aggiunta di anno primo (datazione di intronizzazione informale).

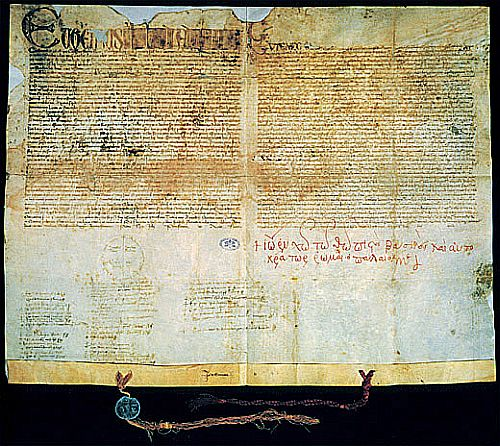
Il primo esempio di litterae concistoriales: la bolla Laetentur Coeli che sancì (momentaneamente) la riunificazione della Chiesa Cattolica con quella Ortodossa nel Concilio di Firenze del 1439.

- Litterae concistoriales:: hanno origine nel secolo XV (la prima è la celebre bolla d'unione del 1439), sono molto rare e sono chiamate così perché la loro emissione si decide nel concistoro e i membri dello stesso, vale a dire il papa e i cardinali (quindi due auctores), le sottoscrivono. Dal punto di vista estrinseco, riprendono molte caratteristiche delle litterae solemnes e, da quello intrinseco, prevedono nell'escatocollo alcuni segni mutuati dai privilegi solenni, quale la rota.
- Litterae Clausae: chiamate così perché sono spedite chiuse, in ragione della riservatezza del contenuto, ma anche tenendo conto del rango del destinatario. Generalmente contengono: l'annuncio dell’elezione papale; la forma iuramenti dei vescovi e degli abati di nuova nomina; la forma professionis fidei che, dal concilio di Trento, dovevano pronunciare vescovi e abati di nuova nomina; la forma dandi pallium da pronunciare alla consegna del pallio. Dal punto di vista estrinseco sono prive della plica perché non hanno il peso della bulla. Il supporto viene piegato più volte in senso verticale ed orizzontale e il filo di canapa viene passato attraverso tutti gli strati. Dal punto di vista intrinseco, l'inscriptio non è presente nel protocollo, ma all'esterno del documento, mentre all’interno del documento il destinatario viene esplicitato semplicemente con la formula dilecto filio/dilectis filiis.

##### L'epoca moderna: iBrevie iMotu Propri(XV-XVI secolo)
Queste ultime tipologie documentarie nascono sempre per l'esigenza, da parte della Cancelleria, di velocizzare il processo della genesi del documento emanato dal pontefice in relazione all'incremento ulteriore dei rapporti con le altre autorità, ecclesiastiche o temporali. Sia i brevi sia i motu propri nascono verso la fine dell'età medievale e dureranno fino ai giorni nostri.

###### IBrevi

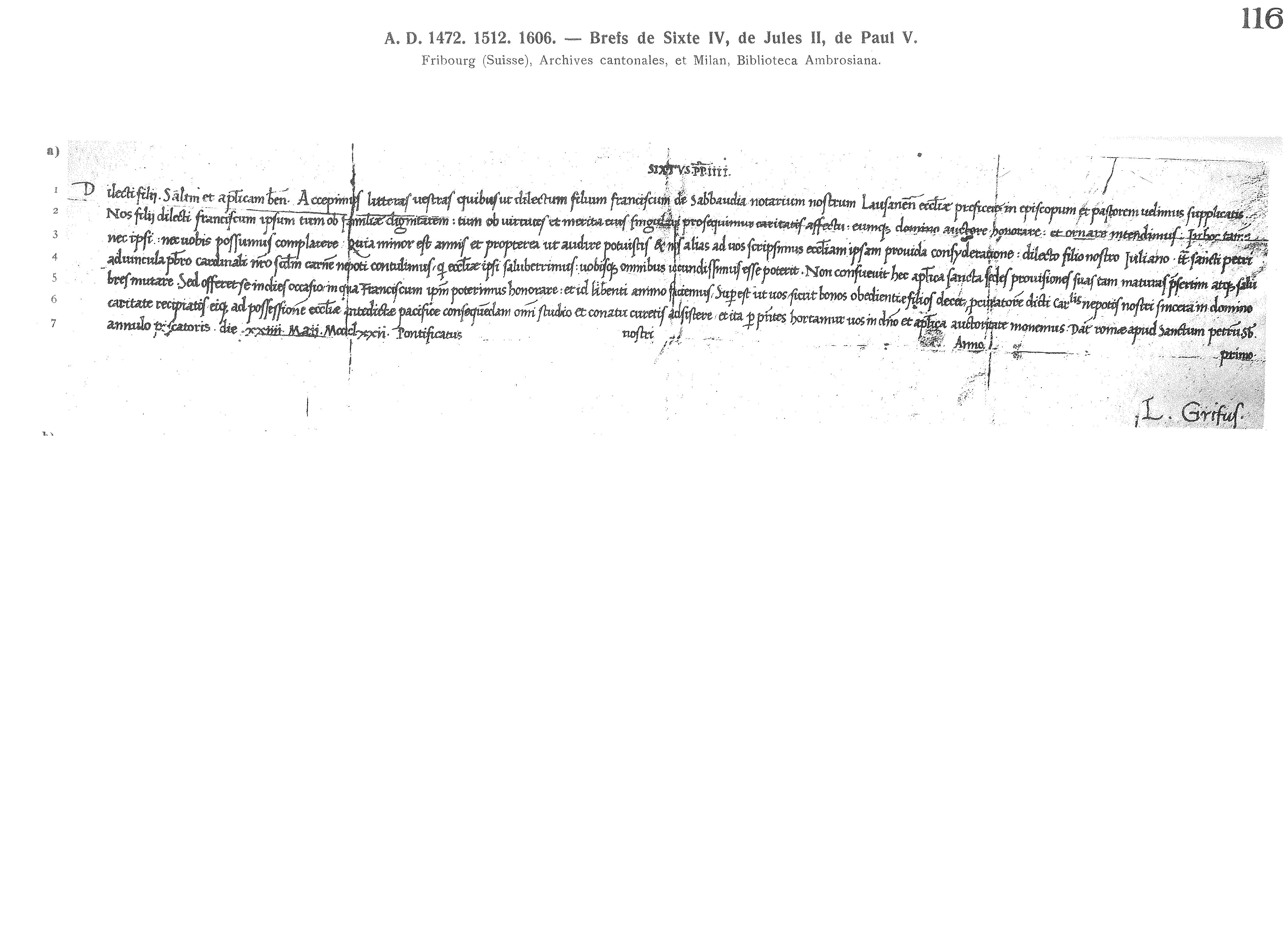
Breve di Sisto IV (1472),conservato alla Biblioteca Ambrosiana di Milano e all'Archivio Cantonale di Friburgo. Da Franz Steffens,Paleographie latin,Champion,Parigi 1910,tav. 116,p. 438

Il Breve è il documento più corto, non emesso dalla cancelleria pontificia ma dalla segreteria apostolica, consistente in quattro, cinque righe al massimo. Il più antico breve risale al pontificato di Bonifacio IX ed è datato 1390. Fino alla prima metà del secolo XV il breve è usato solamente per affari politici e amministrativi dello Stato della Chiesa,poi anche per documenti giuridici. Con il XVI secolo sostituisce quasi del tutto le litterae e le bollae ed è spedito chiuso con il sigillo di cera aderente (sigillo impresso) all'anello del pescatore che il pontefice usava portare con sé.
Il breve, realizzato con una pergamena bianca, finissima e di forma rettangolare (detta virginea), è caratterizzato intrinsecamente da:
- Protocollo: 1) Intitulatio nel primo rigo, al centro, sopra il testo del documento: Nome pontificale + PP + ordinale (manca la formula humilitatis); 2) Inscriptio: al vocativo generico Dilecte fili (il nome del destinatario è sul verso del documento); 3) Salutatio: “salutem et apostolicam benedictionem”.
- Escatocollo: nella riga del datum c’è: 1) la data del giorno e mese secondo il sistema moderno, con l'annuncio del sigillo: sub annulo piscatoris; 2) l'anno: i brevi tra Urbano VI (1378-1390) e Martino V (1417-1431) esprimono solo l'anno di pontificato; poi, a partire dal papato di Eugenio IV, l'anno è espresso nella forma del millesimo, espresso in un primo tempo secondo lo stile della natività (25 dicembre), poi secondo quello della circoncisione (1º gennaio). Le sottoscrizioni sono due: quella sul recto è, nel XV secolo, di uno dei segretari del papa, per poi diventare quella del Cardinale segretario dei brevi a partire dal Leone X (1513-1521); quella sul verso è del segretario che ha redatto il breve.

###### IlMotu proprio

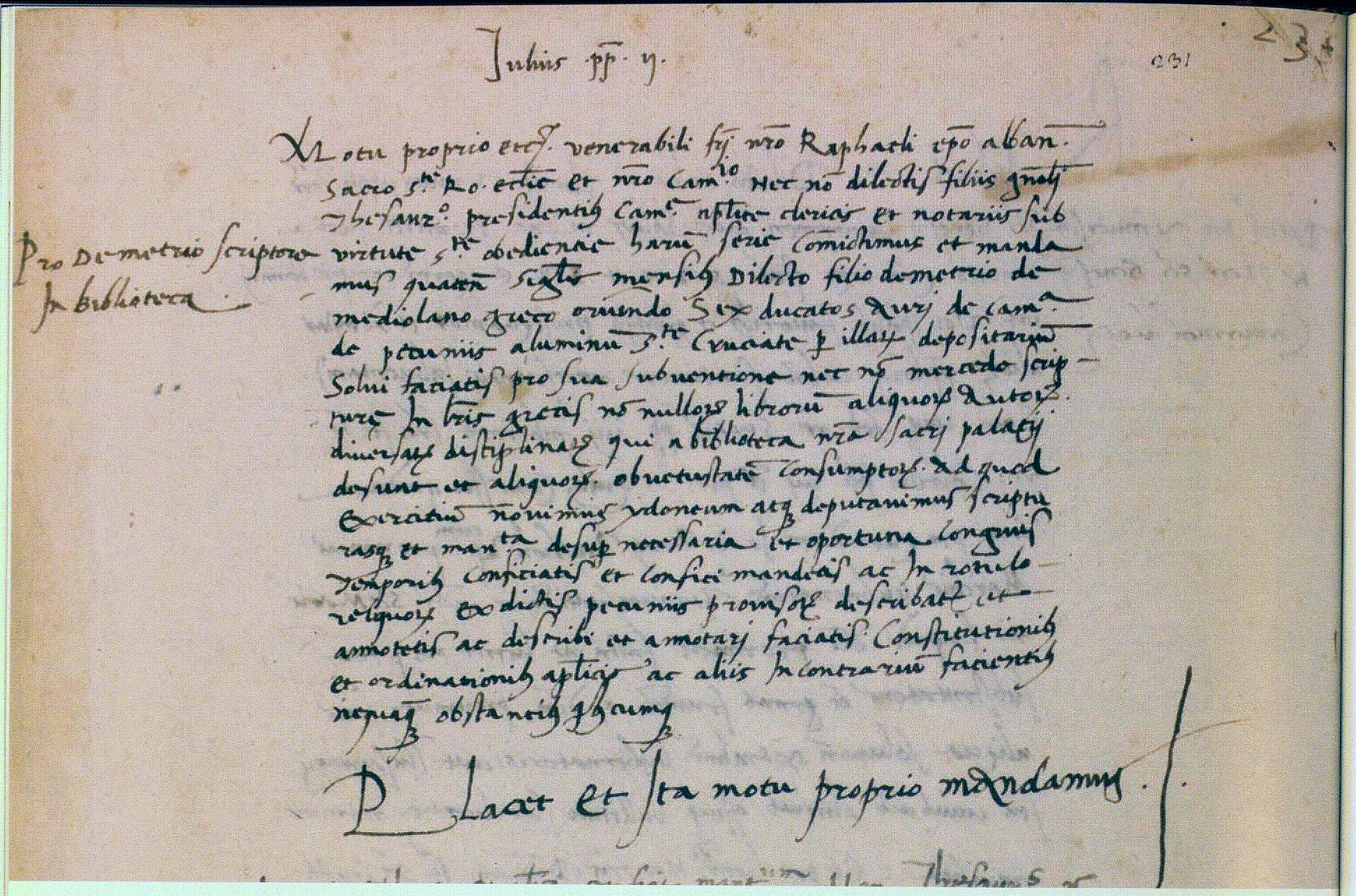
Motu proprio di Giulio II (1503-1513)

Il motu proprio (locuzione latina che significa di propria iniziativa) indica quel documento che ha come genesi esclusivamente la fase della iussio, senza cioè che venisse richiesto da parte di un petente. Risalente al papato di Innocenzo VIII (1484-1492), il motu proprio non è sigillato e la sua conferma giuridica è ricavata dalla subscriptio papae presente nell'escatocollo. Rispetto al breve:
1. Protocollo è staccato dal testo e presenta soltanto l'Intitulatio costituita dal nome del papa più il numero ordinale.
2. Tenor si apre con la formula Motu proprio ex certa scientia da cui il tipo di documento prende il nome
3. Escatocollo. Il papa appone di suo pugno la formula Placet motui proprio [più il nome del pontefice] o Placet et ita motu proprio mandamus. A destra solitamente v'è la sottoscrizione del segretario.

## Sigilli e segni di cancelleria pontifici

### I sigilli

#### LaBulla

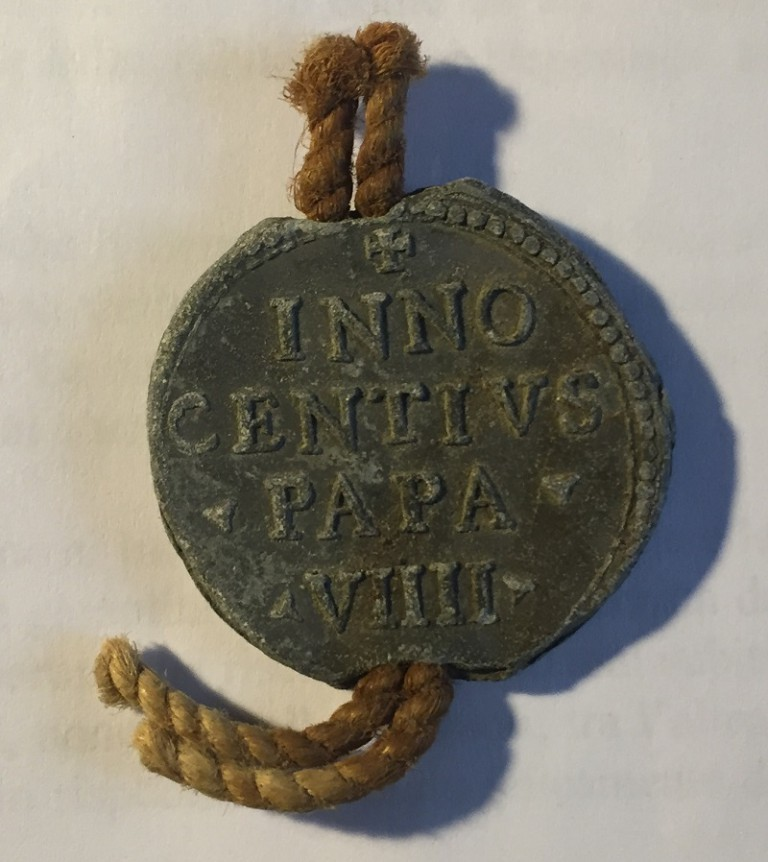
Lato del recto di una bolla plumbea di Innocenzo IX (1591)

Col termine bulla (bolla) si indica un sigillo in forma circolare di materia plumbea, il cui primo esemplare risale al VII secolo, col pontificato di papa Adeodato I (615-618). La bulla presenta un verso e un recto: sul verso è recata, dal pontificato di Gregorio VII,l’effige dei santi Pietro e Paolo, i quali sono generalmente riconosciuti sia per il nome che si trova sopra, ma anche per la tipologia della barba che li contraddistingue: se san Pietro ha una barba folta, san Paolo presenta una barba appuntita. Sul recto vi è presente il nome del pontefice.
Per la realizzazione della bulla in cera sul documento si utilizzano due timpani, uno per il verso e uno per il recto: il timpano per premere il verso con le effigi dei due santi si usa finché non si rompe per l'usura; quello usato per il recto, invece, viene rotto non appena il papa termina il suo magistero, morendo o dimettendosi.
La bulla, utilizzata nei privilegi e nelle litterae, veniva appesa al documento attraverso due tipi di filo, a seconda della solennità del documento: per il privilegio solenne e le litterae gratiosae e solemnes si usava un filo di seta rosso od ocra (bulla pendente cum serico); per i privilegi semplici e per le litterae executoriae si usava un filo realizzato con la canapa (da qui litterae cum filo canapis). Vi sono dei casi in cui la bolla non è più legata al documento in questione, oppure quando non presenta più una delle sue due facce. Nel primo caso, la plica presenta due fori da cui passava il filo e si parla di bulla deperdita; nel secondo caso (tipico delle litterae ante coronationem), in cui non v'è il recto col nome del papa perché ancora non consacrato, si parla di bullae dimidia, blancae o difectatae.

#### L'annulus piscatoris

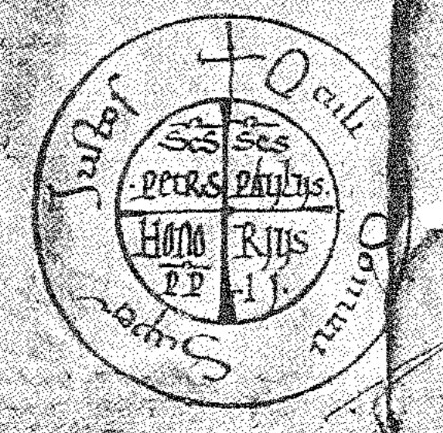
Esempio di Rota del XII secolo proveniente da un privilegio solenne di papa Onorio II (1124-1130). Si può notare la corona, in cui è iscritto il motto del pontefice (Oculi Domini super iustos, con la croce in cima) e, all'interno, il secondo cerchio diviso in quattro quadranti (in quelli superiori i nomi dei santi Pietro e Paolo: S[an]c[tu]s Petrus; S[an]c[tu]s Paulus; sotto il nome del pontefice più l'ordinale (Honorius p[a]p[a] II)

È il sigillo impressum che diventa abituale a partire dal XV secolo per la convalida dei brevi. L'anello del pescatore (annulus piscatoris) è un sigillo aderente di cera rossa protetto da una piccola treccia di pergamena o da piccole teche di latta. Di forma ovale e di dimensioni ridotte (1–2 cm) per ogni asse, l'anello è aderente al documento per mezzo di due tagli praticati nel supporto attraverso i quali, in qualche caso, si faceva passare anche una piccola striscia di pergamena. Dal punto di vista figurativo, l'annulum piscatoris raffigura Pietro sulla barca nell'atto di trarre le reti e presenta una legenda costituita dal nome del papa, seguito dal titolo pontifex maximus e dal numero ordinale.

### LaRota
La Rota è un segno di cancelleria tipico dei privilegi solenni e delle litterae concistoriales caratterizzata da un cerchio che ha inscritto un altro cerchio, divisi da uno spazio detto corona. Il cerchio interno è a sua volta suddiviso da una croce che riparte lo spazio in quattro quadranti. Fino ad Urbano II (1088-1099) gli elementi scritti della rota erano propri a seconda del singolo pontefice. Con il XII secolo l’iconografia si fissa e consta dei seguenti elementi:
- Nella corona è iscritto il motto del pontefice (generalmente autografo e la croce posta in alto).
- I quadranti superiori recano il nome di san Pietro (a sinistra) e di san Paolo (a destra).
- I quadranti inferiori riportano il nome del pontefice, il suo titolo (pp= papa) e il numero ordinale, esattamente come sul recto della bulla.

### Lasubscriptio papaee ilbene valete
Per Subscriptio papae si intende la sottoscrizione del pontefice in alcune tipologie documentarie pontificie, quali i privilegi (sia solenni che semplici) e i motu propri, sottoscrizione seguita dal bene valete (o bene vale se l'intestatario è uno solo) . Nei privilegi precedenti al pontificato di Leone IX (1049-1054), la subscriptio poteva essere autografa ed era accompagnata dalla formula del bene valete espressa esplicitamente. Successivamente, a partire dal pontificato di Pasquale II (1099-1118), la subscriptio papae non era più autografa e assume definitivamente la formula classica basata sulla strutta "Ego + Nome del Papa + il suo titolo + il verbo", ovvero Ego Paschalis catholicae ecclesiae episcopus subscripsi. Anche il bene valete assume, a partire dalla fine dell'XI secolo, una forma monogrammatica.

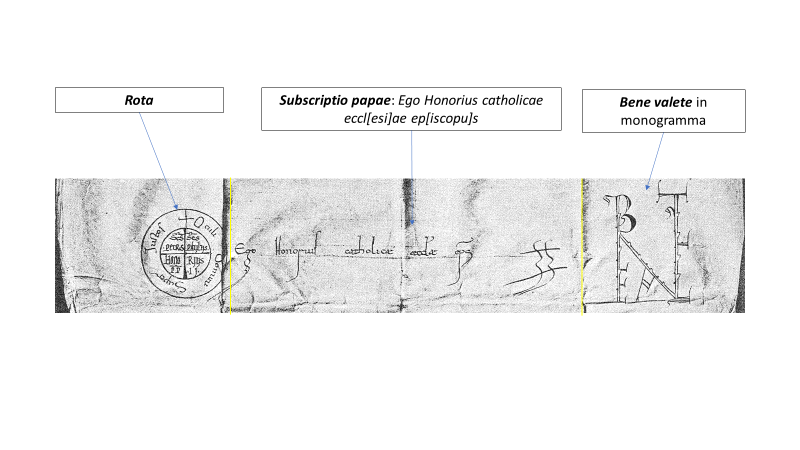
Analisi parte protocollo di un privilegio solenne (Rota + subscriptio papae + Bene valete)